# Neo Geo Pocket
Neo Geo Pocket là một máy chơi trò chơi cầm tay đơn sắc do SNK phát hành. Đây là hệ máy cầm tay đầu tiên của công ty và là một phần của dòng Neo Geo. Máy ra mắt tại Nhật Bản vào cuối năm 1998 nhưng chưa bao giờ phát hành ở Mỹ, độc quyền ở Nhật Bản, Châu Á và Châu Âu.
Neo Geo Pocket là một hệ máy không thành công. Doanh số bán hàng thấp hơn dự kiến dẫn đến việc máy bị ngừng sản xuất vào năm 1999, và ngay lập tức kế tục bởi Neo Geo Pocket Color, một thiết bị hiển thị đầy đủ màu sắc để cạnh tranh dễ dàng hơn với Game Boy Color, lúc này đang thống trị tại Mỹ. Mặc dù hệ máy chỉ tồn tại trong thời gian ngắn, nhưng đã có một số trò chơi quan trọng phát hành như Samurai Shodown, và King of Fighters R-1.

## Thông số kỹ thuật

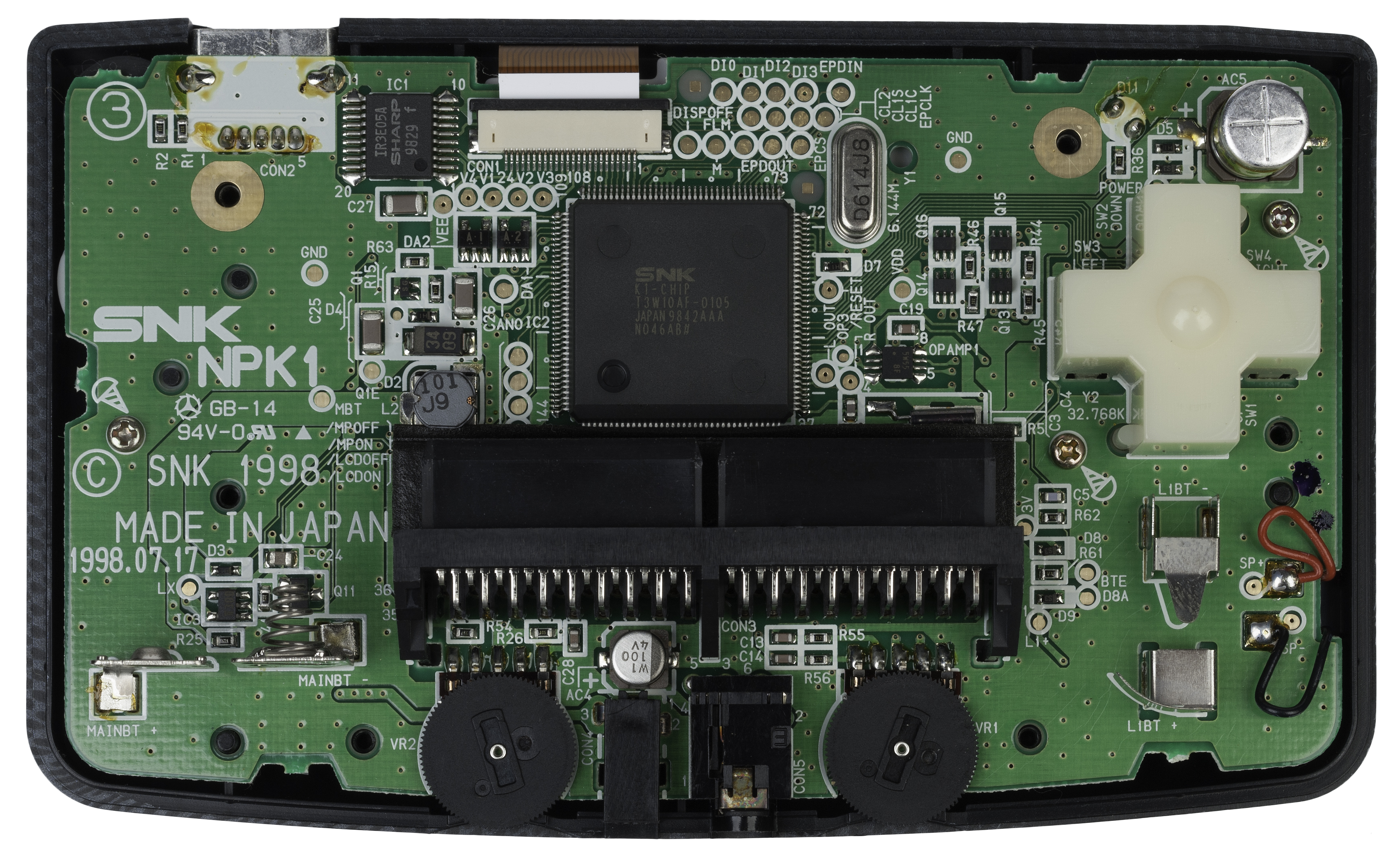
Bảng mạch Neo Geo Pocket

Neo Geo Pocket có nhiều màu vỏ máy khác biệt, gồm Xanh bạch kim, Bạc bạch kim, Bạch kim, Đen carbon, Xanh lá phong, Xanh rằn ri, Nâu rằn ri và Trắng trong suốt.
- CPU - 16 bit (lõi Toshiba TLCS-900 / H với tần số xung nhịp tối đa 6.144 MHz) + 8 bit (tương đương Z80 cho tần số xung nhịp 3.072 MHz / âm thanh)
- RAM tích hợp - 16 kilobyte
- Số màu và độ phân giải - 152 dòng với 160 chấm × 8 tông màu đơn sắc
- Sprite - 8 × 8 chấm, 3 màu + 1 màu trong suốt hiển thị đồng thời
- Âm thanh - Square Wave 3 kênh + Noise 1 kênh + DAC 2 kênh
- Nguồn điện - 2 viên pin AAA × + 1 viên pin lithi CR2032
- Thời gian hoạt động liên tục - khoảng 20 giờ
- Điều khiển - Cần điều khiển 8 hướng, nút A / B, nút Option, nút nguồn, núm điều chỉnh âm lượng
- Phần mềm cài sẵn - chức năng đồng hồ và báo thức

## Trò chơi
Neo Geo Pocket có khả năng tương thích chuyển tiếp với phần lớn các tựa trò chơi trên Neo Geo Pocket Color ra mắt sau đó, mặc dù các trò chơi có màu vẫn hiển thị ở chế độ đơn sắc trên Neo Geo Pocket. Tương tự như vậy, Neo Geo Pocket Color có khả năng tương thích ngược và toàn bộ thư viện game của Neo Geo Pocket cũng có thể chơi trên hệ máy màu.
Chỉ có 10 trò chơi đơn sắc phát hành cho Neo Geo Pocket trước khi máy bị ngừng sản xuất:
- Baseball Stars
- King of Fighters R-1
- Melon-chan's Growth Diary (không phát hành ở EU)
- Neo Cherry Master (không phát hành ở EU)
- Neo Geo Cup 98 (không phát hành ở EU)
- Neo Geo Cup 98 Plus (không phát hành ở JP)
- Pocket Tennis
- Puzzle Link (không phát hành ở EU)
- Samurai Shodown
- Syougi no Tatsujin - Master of Syougi (không phát hành ở EU)

Sau khi phát hành Neo Geo Pocket Color, một số tựa trò chơi bắt đầu có bản bản phát hành lại, cũng như hiển thị màu sắc. Trừ King of Fighters R-1, Melon-chan's Growth Diary, Samurai Shodown và Neo Geo Cup 98 gốc (phiên bản "Plus") cuối cùng cũng phát hành lại cho hệ máy màu.

## Băng trò chơi
Mỗi trò chơi điện tử lưu trữ trên một hộp băng bằng nhựa, SNK đặt tên chính thức là "Software Cartridge". Hộp băng cung cấp mã và dữ liệu trò chơi cho CPU của máy. Một số hộp băng đi kèm một viên pin nhỏ với SRAM, chip bộ nhớ flash hoặc EEPROM, cho phép lưu dữ liệu trò chơi khi tắt máy. Nếu hộp băng hết pin thì dữ liệu lưu sẽ bị mất, tuy nhiên có thể thay pin mới. Để làm điều này, phải tháo hộp băng, mở ra và thay pin cũ, và viên pin phải được hàn vào đúng chỗ. SNK sử dụng pin lithi tròn, phẳng, để lưu thông tin trên hộp băng.
Hộp băng lắp vào khe băng của máy. Nếu hộp băng bị tháo ra trong lúc bật nguồn và Neo Geo Pocket không tự động khởi động lại, trò chơi sẽ bị treo; Neo Geo Pocket bị một số lỗi không mong muốn, chẳng hạn như các hàng số không xuất hiện trên màn hình, âm thanh vẫn ở cùng độ cao với đoạn nhạc phát ra ngay khi lấy băng ra, dữ liệu lưu và phần cứng có thể bị hỏng. Điều này áp dụng cho hầu hết máy chơi trò chơi điện tử sử dụng hộp băng.
Ngay cả các tựa trò chơi độc quyền của Neo Geo Pocket Color như SNK vs. Capcom: Match of the Millennium bị bỏ qua khi ra mắt trên B/W Neo Geo Pocket, trò chơi sẽ không chạy và một hình ảnh trên màn hình thông báo cho người dùng rằng trò chơi chỉ tương thích với Neo Geo Pocket Color, tương tự như bạn chơi một trò chơi độc quyền Game Boy Color trên Game Boy, Game Boy Pocket, Game Boy Light hoặc Super Game Boy.
Tất cả các hộp băng đều sử dụng cùng một thiết kế và nhỏ hơn hộp băng của Game Boy.